# 레알프
레알프(Realp, Frialp)는 스위스 우리주의 지자체이다.

## 역사
레알프는 1363년에 Rialb로 처음 언급되었다.

## 지리
레알프의 면적은 2006년 기준으로 78k㎡이다. 이 지역의 41.6%는 농업용으로 사용되며 2.3%는 산림이다. 나머지 토지 중 0.6%는 정착지(건물 또는 도로)이고 나머지(55.4%)는 불모지(강, 빙하 또는 산)이다. 1993/94년 토지 조사에서, 총 토지 면적의 0.2%는 삼림이 무성했고, 2.1%는 작은 나무와 관목으로 덮여 있다. 농경지 중 1.6%는 과수원이나 덩굴 작물에 사용되며, 40.0%는 고산 목초지에 사용된다. 정착지 중 0.1%는 건물로 덮여 있고, 0.5%는 교통 인프라이다. 비생산적인 지역 중 0.1%는 비생산적인 고인 물(연못 또는 호수), 1.1%는 비생산적인 흐르는 물(강), 43.3%는 초목이 자라기에는 너무 암석이 많고, 10.9%는 기타 불모지이다.
시정촌은 푸르카 고개로 올라가는 곳에 있다.

## 인구통계

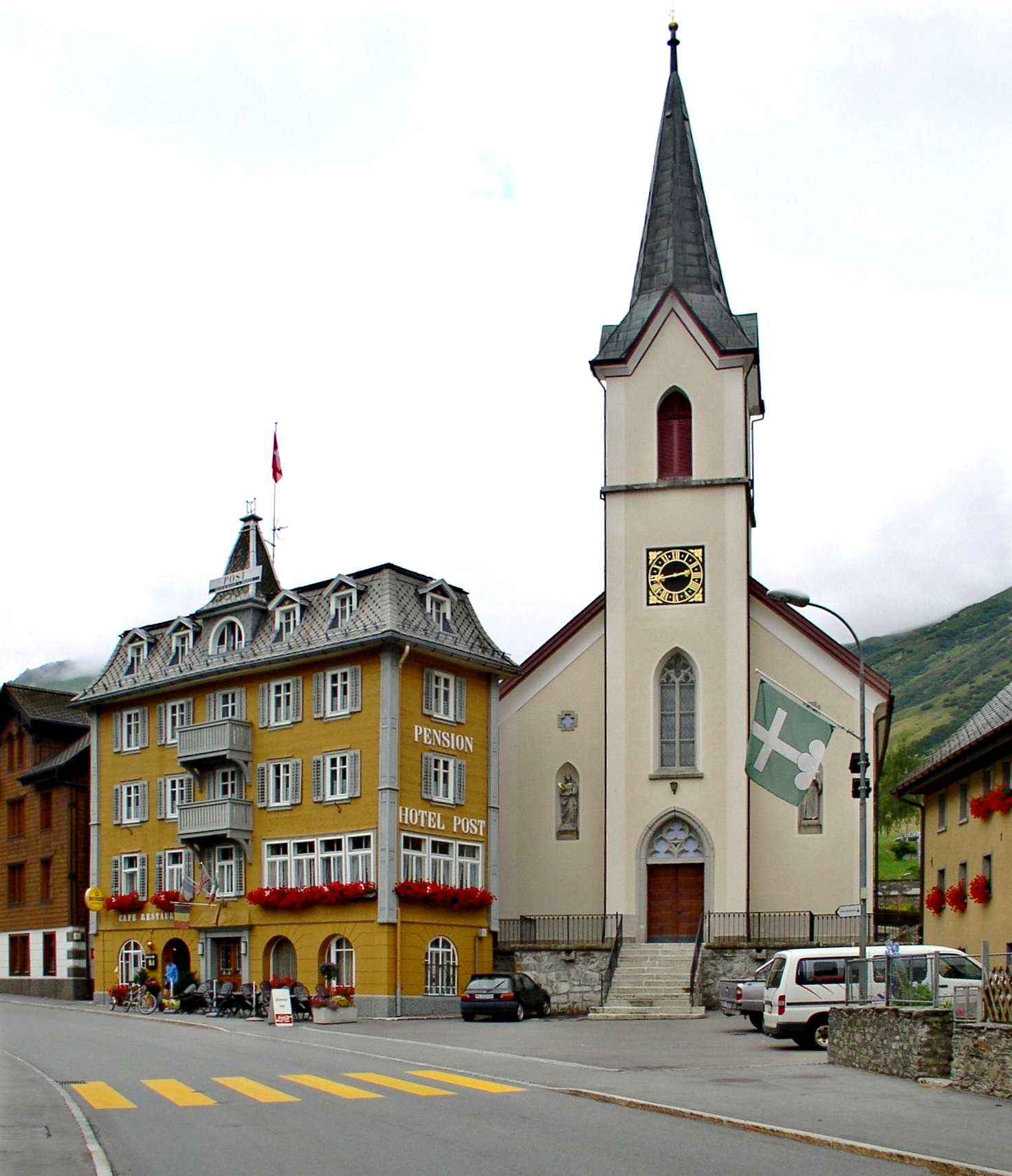
레알프 마을 중심지

레알프의 인구(2020년 12월 31일 기준)는 142명이다. 2007년 기준, 인구의 7.8%가 외국인으로 구성되어 있다. 지난 10년 동안 인구는 -22.7%의 비율로 감소했다. 모든 인구(2000년 현재)는 독일어를 사용한다.  2007년 기준으로 인구의 성별 분포는 남성 50.3%, 여성 49.7%였다.
2007년 연방 선거에서 FDP 정당은 96.2%의 득표율을 얻었다.
레알프에서는 인구의 약 50%(25-64세)가 비필수 고등교육 또는 추가 고등교육(대학 또는 응용학문대학)을 완료했다.
레알프의 실업률은 0.74%이다. 2005년 기준으로 1차 경제 부문에 8명이 고용되어 있고, 이 부문에 약 5개 기업이 참여하고 있다. 사람들은 2차 부문에 고용되어 있고, 이 부문에는 기업이 있다. 63명이 3차 부문에 고용되어 있으며, 이 부문에는 16개의 기업이 있다.
역사적 인구는 다음 표에 나와 있다.
| 년도 | 인구 |
| ---- | ---- |
| 1799 | 170  |
| 1850 | 203  |
| 1900 | 208  |
| 1980 | 308  |
| 2000 | 146  |
| 2005 | 161  |
| 2007 | 153  |
| 2008 | 153  |
| 2010 | 144  |
| 2013 | 148  |
| 2014 | 143  |

## 스키
레알프에는 초심자 실행이 있는 작은 T-바가 있다. 그것은 스키아레나 안데르마트-세드룬의 일부이다. 근처에는 크로스 컨트리 스키와 바이애슬론 코스가 있다.